# Boyle (Irlande)
Pour les articles homonymes, voir Boyle.

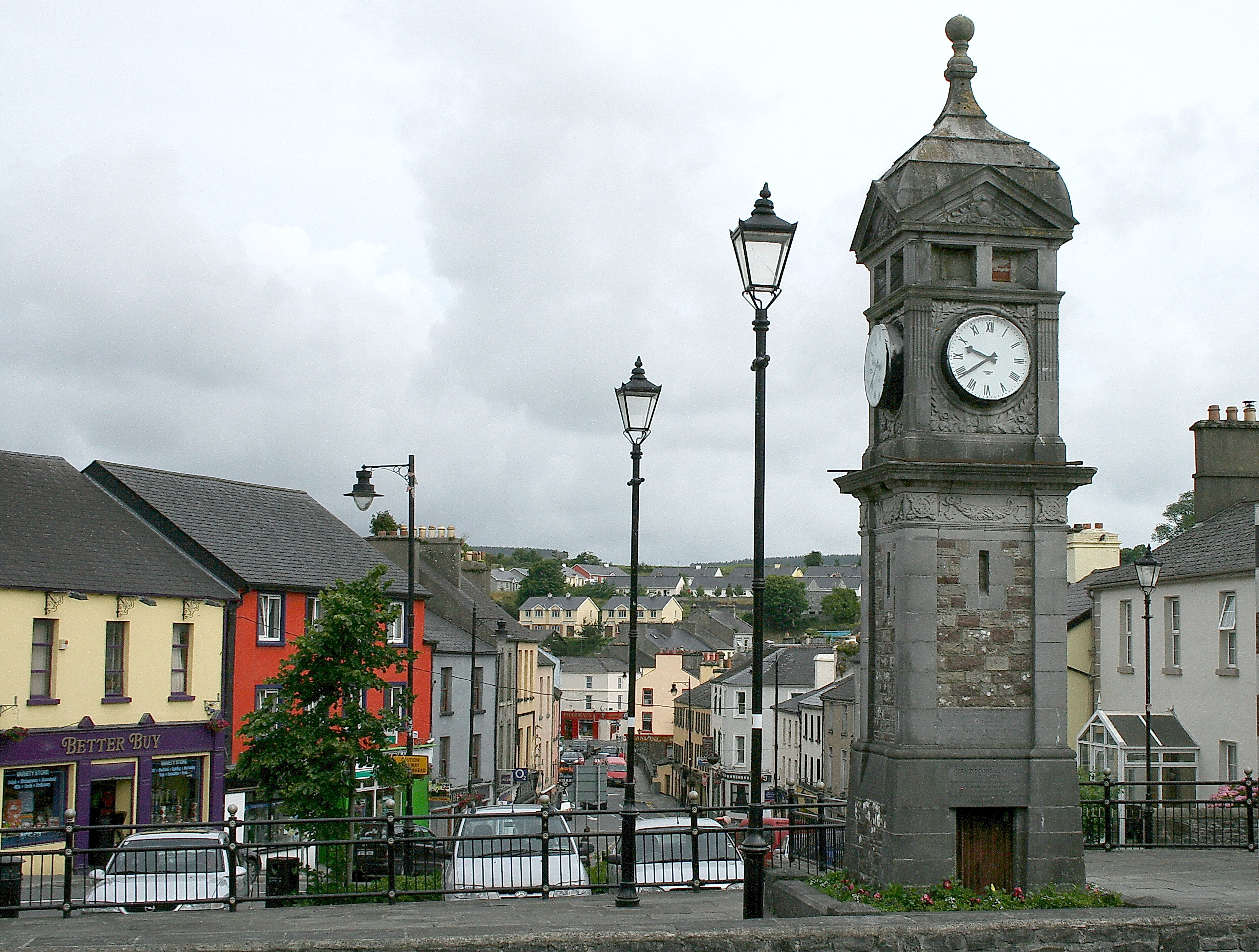
Market Square à Boyle

Boyle (en irlandais : Mainistir na Búille) est une ville du comté de Roscommon en Irlande. La ville de Boyle compte 2 522 habitants dont 923 dans la zone rurale.

## Culture
Boyle a accueilli le Fleadh Cheoil en 1960 et 1966.

## Économie
C'est une ville qui abrite l'usine de Stewarts oil, une très grande entreprise dirigée par Trevor Stewarts, père d'Alex.

## Personnalités liées à la commune
- Margaret Cousins (1878-1954), réformatrice sociale et féministe irlandaise, est née à Boyle.
- Maureen O'Sullivan (1911-1998), actrice, est née à Boyle